# 2048 (computerspel)
2048 is een open source computerspel dat in maart 2014 uitkwam en binnen een maand een rage werd. De negentienjarige ontwikkelaar Gabriele Cirulli zette het spel in een weekend in elkaar, naar eigen zeggen om de tijd te doden. Het is een schuifpuzzel op een raster van vier bij vier hokjes, gebaseerd op Threes en Fives. De naam verwijst naar het speldoel: de speler voegt tegels met oplopende waarden samen tot er een tegel met een waarde van 2048 verschijnt.

## Spelverloop en doel
Het spel wordt gespeeld op een raster, gewoonlijk van 4×4 velden. De speelstukken worden tegels genoemd en elke tegel beslaat een veld van het raster. Bij het begin zijn er twee tegels, na elke beurt komt er op een willekeurig leeg vlak een tegel bij. De waarden van de tegels zijn ook willekeurig, maar scheef verdeeld: 90% heeft waarde 2 de rest heeft waarde 4. De speler verplaatst de tegels collectief zijdelings of verticaal.  
De kern van het spel is: als een tegel tegen een geblokkeerde tegel van gelijke waarde schuift, fuseren ze op de positie van de geblokkeerde tegel, die dan de waarden van beide tegels optelt.  
De speler kiest bij elke beurt een richting, waarna alle tegels daarheen schuiven. Elke verschoven tegel eindigt tegen een rand of tegen een andere tegel. Het in elkaar schuiven van een rij met vier identieke tegels levert twee aangrenzende fusietegels op. Nadat de tegels verschoven en gefuseerd zijn, voegt de computer een nieuwe tegel toe, waarna de speler weer aan de beurt is. De computer verstrekt enkel tegels met waarde 2 en af en toe 4. Bij het begin heeft de speler twee tegels. Door fusies ontstaan tegels met steeds hogere waarden: machten van 2, dus 2, 4, 8, 16, enzovoorts.  
Met handig spel en geluk kan de speler zijn doel bereiken door tegels te fuseren tot 2048. Spelers raden aan om de hoogste waarde in een hoek te houden en de een na hoogste daarnaast, in het bijzonder als er tegels vanaf 64 in het spel zijn. Ligt de hoogste waarde linksonder, dan is het praktische effect dat de speler de richtingen omhoog en rechts alleen moet kiezen als dat duidelijk voordeel oplevert.
Er is geen tijdlimiet of tijdregistratie. Het ongedaan maken van zetten is in het oorspronkelijke spel niet mogelijk, maar wel in sommige apps, zie onder Varianten, waar meer verschillen genoemd worden.

## Puntentelling en einde

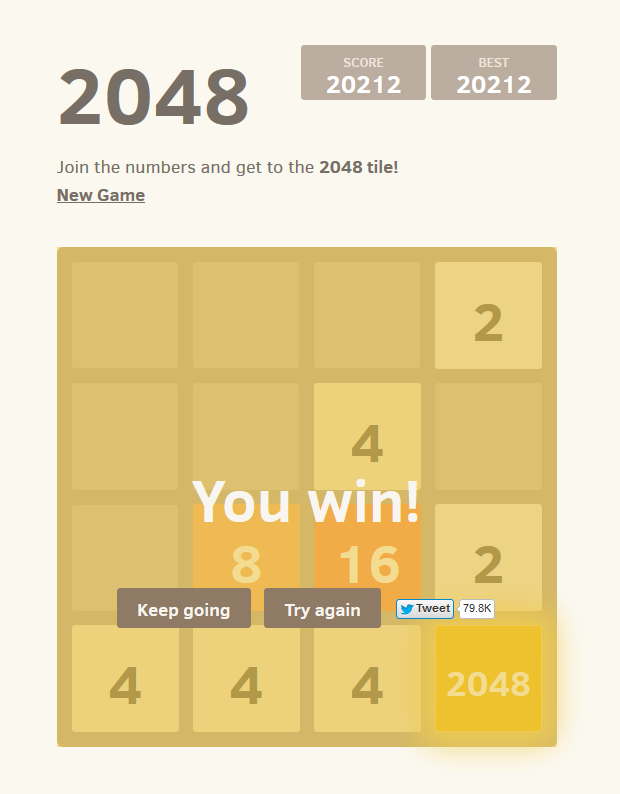
Een gewonnen spel

Tijdens het spel toont de computer de score, opgebouwd uit de totale waarde van de fusies. Als tijdens een beurt bijvoorbeeld drie tegels ontstaan, met waarden 32, 32 en 4, dan wordt de score verhoogd met 68 punten. Een beurt zonder fusies levert geen punten op.
Het spel kan op twee manieren eindigen:
- Het bord ligt volledig vol met tegels, zonder dat er twee gelijke naast elkaar liggen. Combinaties en verschuivingen zijn dan niet meer mogelijk.
- De speler wint het spel door het getal 2048 te maken uit twee blokjes van 1024. Die kan dan desgewenst nog doorgaan tot er geen fusies meer mogelijk zijn. Eventueel kunnen dan fusietegels met waarden 4096, 8192 en 16.384 ontstaan.

## Vergelijking metFlappy Bird
Tijdens de 2048-rage signaleerden verschillende commentatoren overeenkomsten tussen 2048 en Flappy Bird, een spel uit 2013. Dat was kort voor het verschijnen van 2048 van de markt gehaald omdat de ontwikkelaar, Dong Nguyen, overstroomd werd met reacties en te veel stress ervoer door het spel. Het kostte Cirulli evenveel tijd als Dong Nguyen nodig had om Flappy Bird te ontwikkelen. Beide zijn klonen van eerdere spelen en brachten zelf klonen voort. Ook zijn beide spellen als verslavend omschreven. JayIsGames vergeleek 2048 met Flappy Bird, "maar zonder de woestmakende hersenloosheid". Cirulli was niet bezorgd dat hij net zo gestrest zou raken als de maker van Flappy Bird; hij gaf aan dat hij op een kleinere schaal "al door die fase was gegaan" en dat hij "zich niet meer rot voelde" nadat hij besloten had geen geld te vragen voor 2048.

## Varianten
2048 is ontworpen als browserspel, maar er bestaan officiële apps voor iOS en Android, ook met afwijkende speelvelden, van 3×5 tot 6×9 en 8×8. Er is een reeks klonen van het spel verschenen, zoals een versie door het VIER-programma De Ideale Wereld. Andere ontwikkelaars hebben eveneens versies gemaakt met afwijkende formaten en ook met hogere en lagere doelwaarden, in elk geval 1024 en 4096.
In de Android-app was het in de eerste versies niet mogelijk om door te spelen na het bereiken van een tegel met waarde 2048.
Bij Android en sommige mobiele klonen is de laatste zet ongedaan te maken. Doet een speler een teruggenomen zet opnieuw, dan vergeet het spel de laatst ingevoegde tegel, zodat een willekeurige tegel verschijnt. Dat maakt de geluksfactor kleiner: de speler kan de laatste zet steeds opnieuw spelen, tot er op een gunstige positie ontstaat. Ook een schevere verdeling tussen de waarden 2 en 4 maakt de geluksfactor kleiner.
Een ander verschil tussen het oorspronkelijke spel en sommige apps is de omgang met deels geblokkeerde stellingen, bijvoorbeeld als er acht tegels in het spel zijn, die allemaal in de onderste twee rijen liggen. De browserversie reageert dan alleen op het commando omhoog, wat ongunstig kan zijn. In sommige apps kan de speler toch een commando als omlaag geven. De tegels blijven dan liggen, maar het programma voegt een tegel toe. In zo'n app kan de speler dus als het ware passen.